# Mystus oculatus
Mystus oculatus es una especie de peces de la familia Bagridae en el orden de los Siluriformes.

## Morfología
• Los machos pueden llegar alcanzar los 15 cm de longitud total

## Distribución geográfica
Se encuentra en la India: Kerala y Tamil Nadu.